# Meriserica
Meriserica är ett släkte av skalbaggar. Meriserica ingår i familjen Melolonthidae.
Kladogram enligt Catalogue of Life:
| Meriserica | \| \| Meriserica chilkensis \| \| \| \| \| \| Meriserica oberthuri \| \| \| \| |
|            | \| \| Meriserica chilkensis \| \| \| \| \| \| Meriserica oberthuri \| \| \| \| |
|            | Meriserica chilkensis                                                          |
|            |                                                                                |
|            | Meriserica oberthuri                                                           |
|            |                                                                                |